# 石井博明
石井 博明（いしい ひろあき、1951年1月6日 - ）は、日本の実業家。能美防災株式会社常務取締役、顧問を歴任。

## 来歴
埼玉県出身。1976年3月、駒澤大学文学部卒業。同年4月、能美防災入社。
2006年、取締役。2013年、常務取締役。2014年、同営業統括本部副本部長・営業本部長兼営業開発室・中部地区担当。
2018年11月、顧問。